# Maglehøj (Frederiksværk)
|  | Der er andre steder med navnet Maglehøj. |
Maglehøj (Frederiksværk) er en gravhøj fra oldtiden 35 m i diameter og 5,5 m høj. Den er funderet på en kæmpebakke af sidste istids moræneler som er formet af efteristidens vinderosion og i mindre målestok af grusgravning. Toppunktet på højen er 70 m over havet.
Gravhøjen er opbygget af græstørv fra et temmelig stort område med frugtbar jord.
Selve gravhøjen er tydeligt kuppelformet med en smal fodsti og to dybere spor som alle fører til toppen, hvorfra der er en flot panoramaudsigt over Frederiksværk, Arrenæs, Arresø og mod Hillerød. Mod syd er det muligt i klart vejr at se tårnene på Roskilde Domkirke. I 1980´erne blev gravhøjene ryddet for træer og buske, men siden er de groet til igen. I vinteren/foråret 2009 har Halsnæs Kommune og Naturstyrelsen – Nordsjælland taget fat på at synliggøre højene igen. Vegetation skal årligt beskæres for at vedligeholde et lavt vegetationsdække. Det skal sørge for at jorden ikke forsvinder ved regn og blæst. På toppen står et postament, en cirka 1,5 m høj murstensblok med bronzeplade på siden.

Få meter sydvest for Maglehøj ligger Lille Maglehøj: 20 m i diameter og 3,5 m høj.
Den plejes også lejlighedsvis af kommunens tekniske afdeling.
Maglehøj (Frederiksværk) i Slots- og Kulturstyrelsens database
55°57′53.601″N 12°02′15.878″Ø / 55.96488917°N 12.03774389°Ø